# Senots
Senots település Franciaországban, Oise megyében. Lakosainak száma 351 fő (2022. január 1.). Senots Fresne-Léguillon, Ivry-le-Temple, Pouilly, Montchevreuil és Saint-Crépin-Ibouvillers községekkel határos.

## Népesség
A település népessége az elmúlt években az alábbi módon változott:
| Lakosok száma | 329  | 332  | 342  | 347  | 346  | 344  | 344  | 344  | 351  |
|               | 2013 | 2015 | 2016 | 2017 | 2018 | 2019 | 2020 | 2021 | 2022 |